# Vene tiroidiene inferioare
Venele tiroidiene inferioare apar în număr de două, frecvent trei sau patru și se dezvoltă din plexul venos de pe glanda tiroidă, comunicând cu venele tiroidiene medii și superioare. În timp ce venele tiroidiene superioare și mijlocii servesc ca afluenți direcți ai venei jugulare interne, venele tiroidiene inferioare se varsă direct în  venele brahiocefalice. 
Venele tiroidiene inferioare formează un plex în fața traheei, în spatele mușchiului sternotiroid. Din acest plex, vena stângă coboară și se alătură venei brachiocefalice stângi, iar vena dreaptă trece oblic în jos și spre dreapta peste artera brachiocefalică pentru a se deschide în vena brachiocefalică dreaptă tocmai la joncțiunea ei cu vena cava superioară; uneori venele dreaptă și stângă se deschid într-un trunchi comun în ultima situație. 
Venele tiroidiene inferioare primesc vene esofagiene, traheale și vene laringiene inferioare și sunt prevăzute cu valve la terminațiile lor către vene brachiocefalice. 

## Imagini suplimentare

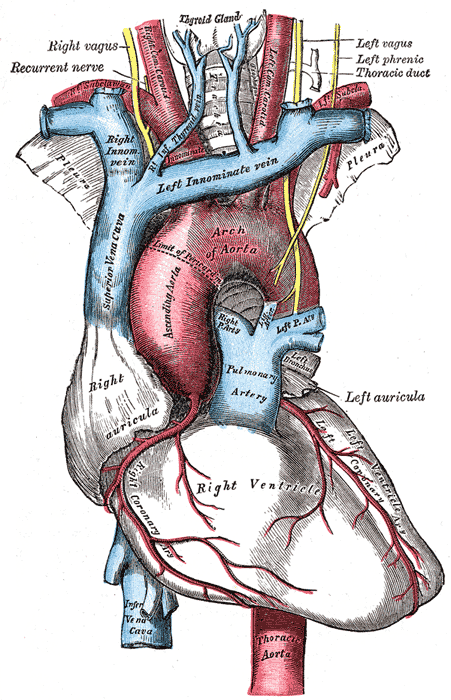
Arcul aortei și ramurile sale.
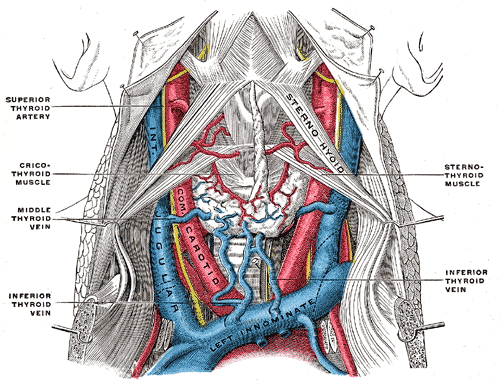
Fascia și venele tiroidiene mijlocii.
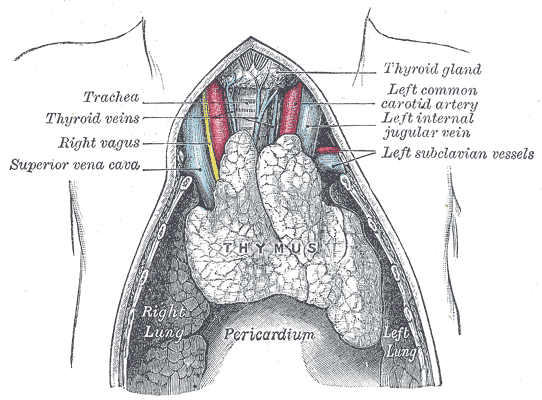
Cimbrul unui făt pe termen complet, expus in situ.
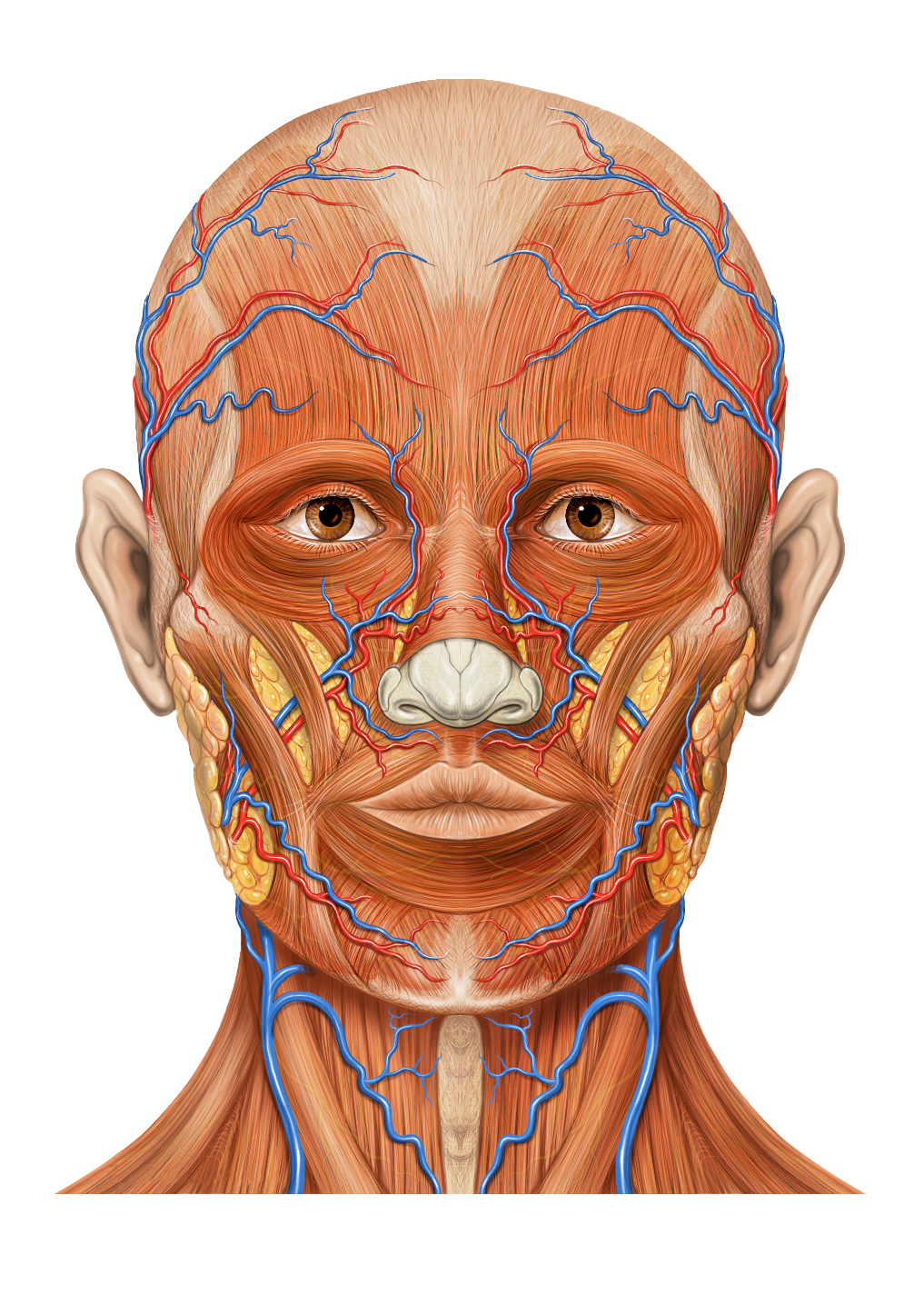
Anatomia capului vedere anterioară